# 森本龍弥
森本 龍弥（もりもと たつや、1994年6月12日 - ）は、兵庫県尼崎市出身の元プロ野球選手（内野手）。右投右打。血液型はO型。

## 経歴

### プロ入り前
小学1年時から軟式野球を始めると、中学生時代は大阪府内の硬式野球チームに所属した。
中学校を卒業後に、富山県の高岡第一高校へ進学。在学中は甲子園球場の全国大会と無縁であったが、対外試合で通算33本塁打を記録した。
2012年のNPBドラフト会議で、北海道日本ハムファイターズから2巡目で指名。契約金5,000万円、年俸500万円（金額は推定）という条件で入団した。背番号は24。

### 日本ハム時代
2013年には、イースタン・リーグ公式戦94試合の出場で、1本塁打、14打点をマーク。規定打席に到達したが、打率は.130で、規定打席に到達した23選手で最も低かった。
2014年には、7月17日にフレッシュオールスターゲーム（長崎ビッグNスタジアム）に、イースタン・リーグ選抜の一員として途中から出場した。イースタン・リーグ公式戦には103試合へ出場し、前年に続いて規定打席へ到達。チームトップの8本塁打、打率.217、43打点を記録した。	
2015年には、イースタン・リーグ公式戦83試合に出場。しかし、3年連続の規定打席到達には至らず、成績も打率.206、5本塁打、32打点と前年を軒並み下回った。さらに、シーズン終了後に参加したフェニックスリーグで右手関節の三角線維軟骨複合体損傷に見舞われたため、リーグ閉幕後の12月2日に損傷個所を縫合する手術を受けた。
2016年には、イースタン・リーグ公式戦36試合に出場。試合中の打席で自打球を顔面に当てて骨折するアクシデントに見舞われながらも、打率.238、5本塁打、11打点という成績を残した。
2017年には、中田翔の故障による戦線離脱を受けて、4月13日の対福岡ソフトバンクホークス戦（札幌ドーム）に「8番・一塁手」として一軍公式戦にデビュー。2回裏に迎えた初打席で、リック・バンデンハークから初安打を記録した。以降も一軍公式戦4試合に出場したが、安打はこの1本だけで、打率は.111にとどまった。イースタン・リーグ公式戦では95試合の出場で、本塁打王の森山恵佑に次いでチーム2位の12本塁打を記録。3シーズン振りに規定打席へ到達したが、打率は.179で、規定打席に到達した24選手で最も低かった。
2018年には、公式戦開幕直前の3月20日に、左手有鈎骨の摘出手術を受けた。手術後のレギュラーシーズンでは、イースタン・リーグ公式戦43試合の出場で、打率.228、4本塁打、11打点をマーク。一軍公式戦への出場機会がないまま、10月30日に球団から支配下登録契約の解除を通告されたが、11月20日に育成選手として再契約。前述した手術の影響を考慮した措置で、背番号も124に変更した。NPBの12球団で唯一、この年まで育成選手を所属させていなかった日本ハムにおいて、支配下登録契約から育成契約へ移行した現役選手は森本が初めてである。
2019年には、前年の育成ドラフト会議での1巡目指名を経て入団した海老原一佳と共に、1月30日付で日本ハムの育成選手としてNPBから公示。イースタン・リーグ公式戦では67試合の出場で打率.217、3本塁打、18打点を記録したものの、支配下登録選手への復帰には至らなかった。レギュラーシーズン終了後の10月には秋季練習へ参加していたが、10月31日には退団が発表され、自由契約選手としてNPBから公示された。なお、11月12日には12球団合同トライアウト（大阪シティ信金スタジアム）へ参加。4人の投手を相手に、4打数1安打1三振という結果を残し、社会人野球のチームからのオファーもあったが、後に現役を引退した。12月2日付で、NPBから自由契約選手として公示。

### 現役引退後
日本ハム時代のチームメイトで、自身と同時に戦力外通告を受けた森山恵佑と共に、2020年4月から「日本営業大学」（一般社団法人）でビジネススキルを学ぶ予定。
引退後の約1年は何もしない生活を送り、2020年10月に関西地方の内装資材メーカーに営業職として入社。また、入社翌日に現役時代から遠距離恋愛で交際をしていた関西地方の同い年の女性と入籍している。

## 選手としての特徴・人物
高校時代に対外試合で通算33本塁打を記録したほどのパンチ力、手動計測ながら50メートル走で最速6秒0を記録したほどの俊足、遠投で100メートルの強肩を兼ね揃えた大型内野手。
高校入学時の体重は72kgであったが、打球を遠くに飛ばすために、体重を増やすことを決意。当初は苦痛であったが、体重を増やすうちに食事が好きになったことから、在学中の3年間で20kgもの増量に至った。

## 詳細情報

### 年度別打撃成績
| 年 度    | 球 団    | 試 合 | 打 席 | 打 数 | 得 点 | 安 打 | 二 塁 打 | 三 塁 打 | 本 塁 打 | 塁 打 | 打 点 | 盗 塁 | 盗 塁 死 | 犠 打 | 犠 飛 | 四 球 | 敬 遠 | 死 球 | 三 振 | 併 殺 打 | 打 率 | 出 塁 率 | 長 打 率 | O P S |
| -------- | -------- | ----- | ----- | ----- | ----- | ----- | -------- | -------- | -------- | ----- | ----- | ----- | -------- | ----- | ----- | ----- | ----- | ----- | ----- | -------- | ----- | -------- | -------- | ----- |
| 2017     | 日本ハム | 5     | 10    | 9     | 0     | 1     | 0        | 0        | 0        | 1     | 0     | 0     | 0        | 0     | 0     | 0     | 0     | 1     | 3     | 1        | .111  | .200     | .111     | .311  |
| NPB：1年 | NPB：1年 | 5     | 10    | 9     | 0     | 1     | 0        | 0        | 0        | 1     | 0     | 0     | 0        | 0     | 0     | 0     | 0     | 1     | 3     | 1        | .111  | .200     | .111     | .311  |

### 年度別守備成績
| 年 度 | 球 団    | 一塁  | 一塁  | 一塁  | 一塁  | 一塁  | 一塁     | 二塁  | 二塁  | 二塁  | 二塁  | 二塁  | 二塁     | 外野  | 外野  | 外野  | 外野  | 外野  | 外野     |
| 年 度 | 球 団    | 試 合 | 刺 殺 | 補 殺 | 失 策 | 併 殺 | 守 備 率 | 試 合 | 刺 殺 | 補 殺 | 失 策 | 併 殺 | 守 備 率 | 試 合 | 刺 殺 | 補 殺 | 失 策 | 併 殺 | 守 備 率 |
| ----- | -------- | ----- | ----- | ----- | ----- | ----- | -------- | ----- | ----- | ----- | ----- | ----- | -------- | ----- | ----- | ----- | ----- | ----- | -------- |
| 2017  | 日本ハム | 3     | 16    | 1     | 0     | 0     | 1.000    | 1     | 0     | 0     | 0     | 0     | .---     | 1     | 1     | 0     | 0     | 0     | 1.000    |
| 通算  | 通算     | 3     | 16    | 1     | 0     | 0     | 1.000    | 1     | 0     | 0     | 0     | 0     | .---     | 1     | 1     | 0     | 0     | 0     | 1.000    |

### 記録
- 初出場・初先発出場：2017年4月13日、対福岡ソフトバンクホークス3回戦（札幌ドーム）、8番・一塁手として先発出場
- 初打席・初安打：同上、2回裏にリック・バンデンハークから中前安打

### 背番号
- 24 （2013年 - 2018年）
- 124 （2019年）